# Abtei Pontida

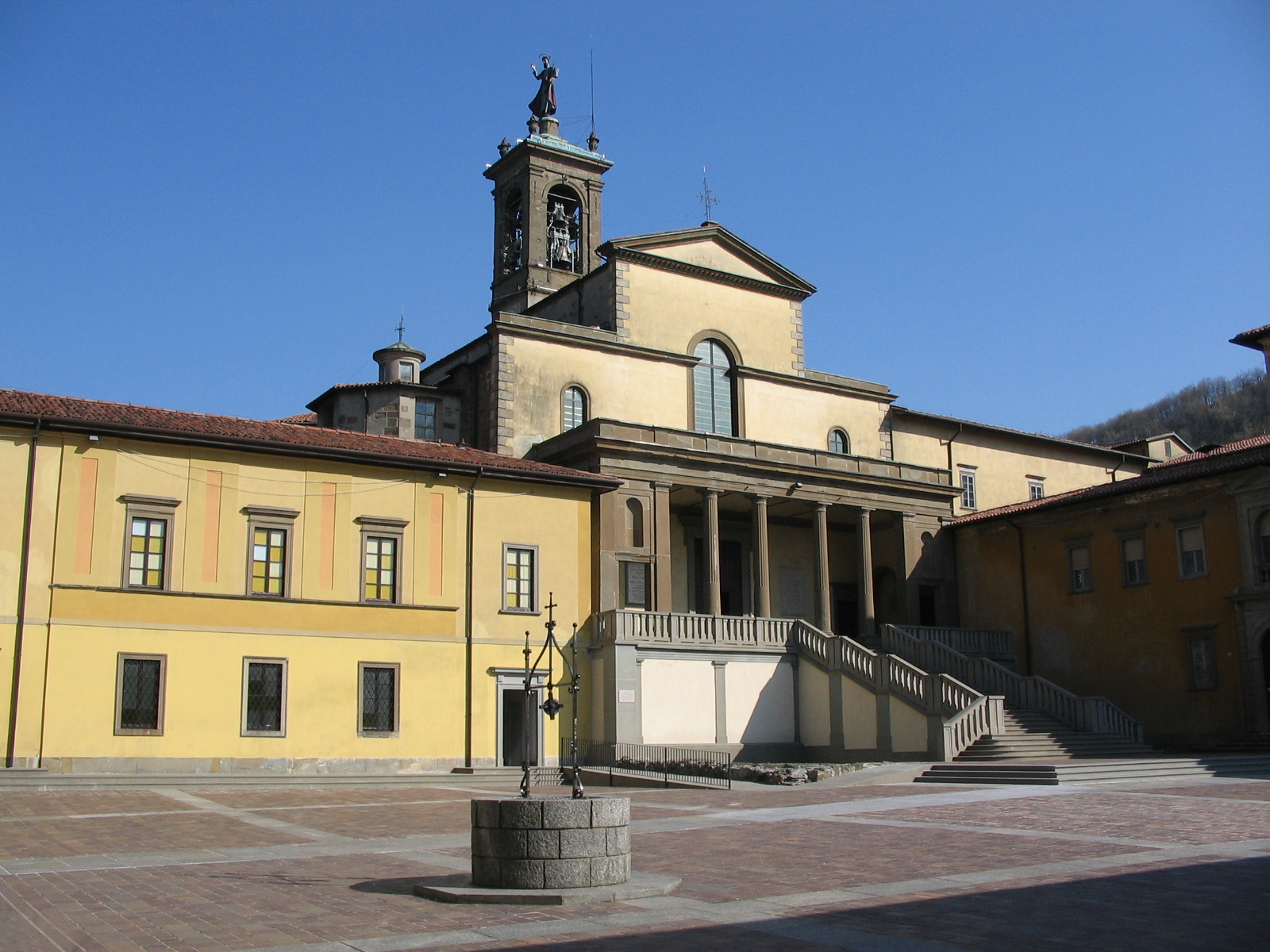
Abtei von Pontida

Die Abtei Pontida (ital. Monastero San Giacomo Maggiore) ist ein Benediktinerkloster in Pontida in der Provinz Bergamo, Italien. Das Jakob dem Älteren geweihte Kloster wurde am 8. November 1076 als Priorei vom hl. Albert von Prezzate gestiftet und mit Ländereien ausgestattet. 1910 wurde das Kloster als Benediktiner-Abtei Pontida wiedererrichtet.

## Geschichte
Albert von Prezzate (1025–1095) stammte aus einer adligen Familie der Lombardei und lernte auf seiner Jakobspilgerschaft 1071 bis 1075 Niederlassungen der Benediktiner kennen. Er trat in den Orden ein und wurde 1080 Prior von Pontida. Das Kloster hatte von Anfang an eine große Entwicklung, insbesondere unter der Leitung von Ubaldo da Vimercate zu Beginn des 12. Jahrhunderts. Aufgrund seiner politischen Nähe zur Stadt Mailand konnte es 1118 erweitert werden.
Die Zeit des Niedergangs des Klosters begann mit den Kämpfen zwischen den Welfen und den Ghibellinen, an denen ganz Bergamo beteiligt war, und gipfelte in den schweren Schäden, als das Kloster durch die Armee Bernabò Viscontis 1373 in Brand gesteckt wurde.
Nach zeitweiser Trennung von Cluny wurde am 26. September 1491 der Komplex von Papst Alexander VI. im Einvernehmen mit Venedig wieder Benediktinermönchen anvertraut. In einer neuen Blüte wurden neue Räume, zwei Kreuzgänge und der Kapitelsaals errichtet.
Mit der napoleonischen Zeit lösten sich die Strukturen auf und ein Niedergang folgte, bis es zu Beginn des 20. Jahrhunderts erneut Benediktiner einzogen. Gegenwärtig (2020) wird die Benediktinerabtei Pontida von Abt Giordano Rota OSB geleitet.

## Klosterkirche San Giacomo

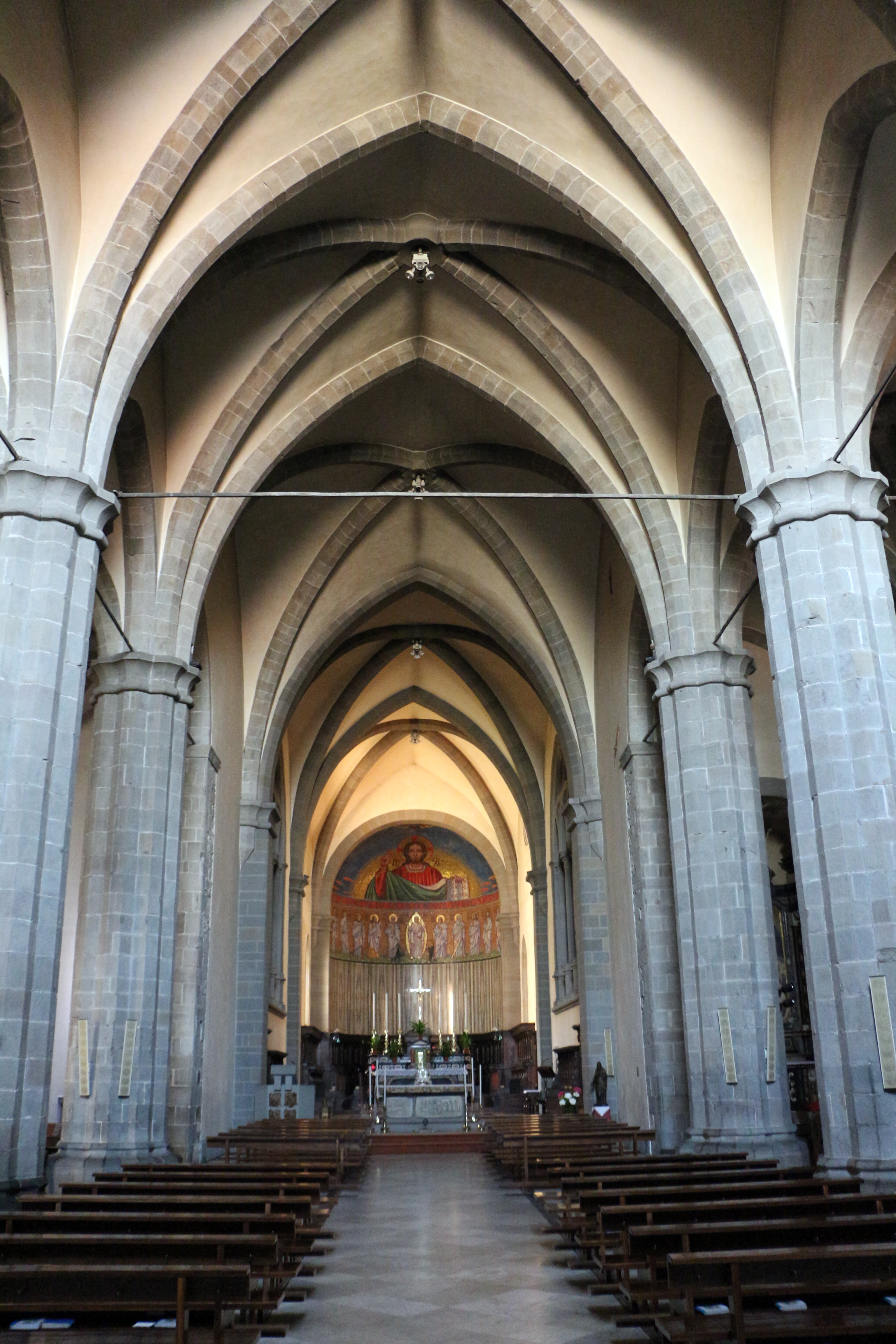
Basilika San Giacomo

Die 1095 geweihte Kirche von Pontida, ein Meisterwerk der cluniazensischen Romanik, wurde zu Beginn des 14. Jahrhunderts durch die heutige gotische Basilika ersetzt, die am Beginn der lombardischen Gotik steht und den 70 Jahre später begonnenen Bau des Mailänder Doms beeinflusste. Balkenpfeiler tragen die hohen Kreuzgewölbe. Die Fassade der Basilika wurde 1832 bei einer klassizistischen Restaurierung über einer langen Treppe errichtet. Die Kirche bewahrt den aus der Vorgängerkirche stammenden Sarkophags ihres Gründers auf. In der Barock- und Rokokozeit wurde die Kirche mit einer Reihe von Marmoraltären ausgestattet, darunter das Altarbild von St. Maurus mit einem wertvollen Fresko von Giulio Quaglio (1713) und das Kruzifix, das eine wertvolle Holzskulptur enthält, die gemeinhin als ein Frühwerk von Andrea Fantoni (1679) angesehen wird. Neben der Kirche steht die Renaissance-Sakristei, die vollständig mit Fresken ausgemalt wurde.
Die Kirche wurde 1911 durch Papst Pius X. zur Basilica minor erhoben.

## Schwur von Pontida
Der Schwur von Pontida bildete 1167 den Beginn des Lombardenbunds, der 1176 bei der Schlacht von Legnano gegen Friedrich Barbarossa kämpfte. Im Rahmen des Risorgimento des 19. Jahrhunderts wurde dieser Schwur erneut für die Staatsgründung herangezogen. Ab 1990 wird er jährlich von der Lega Nord begangen.